# エンニガルディ＝ナンナの博物館
エンニガルディ＝ナンナの博物館は、定かではないものの、一部歴史家により世界最古の博物館であるとされている博物館である。紀元前530年頃に設立されたとされる。キュレーターの役割を果たしていたのは、新バビロニア最後の王であったナボニドゥスの娘、エンニガルディである。この博物館はウル（現在のジーカール県（イラク））、高名なエ・テメン・ニグル（ウルのジッグラト）の約150メートル南東に所在していた。

## 歴史
考古学者らがウルの宮殿および寺院を発掘していた際、大量の工芸品が発見された。これらの工芸品は整列され、作成年代はいく世紀かにわたって異なっていた。これらは、博物館の収蔵品だったことがわかった。これらの工芸品には3つの異なる言語が彫り込まれた陶器の筒が添えられており、後に「博物館のキャプション」であると判明したためである。エンニガルディの父ナボニドゥスは、古物収集家であり、また古物の復元を趣味としていたため、エンニガルディに古代の工芸品を評価することを教えた。ナボニドゥスは世界初の考古学者として評価されており、エンニガルディはそのような父の影響で、教育目的での古代工芸品の博物館を開設したのである。
博物館が所在していた王宮は、E-Gig-Parと呼ばれる建物の中にあり、この建物にはエンニガルディの居住にも用いられていた。王宮には他にも付属の建物がいくつかあった。

## 収蔵品
考古学者レオナルド・ウーリーが、博物館の遺跡を発掘した際、収蔵品は石版および陶器の筒によりラベリングされていた。収蔵されていた工芸品の多くは、ナボニドゥスにより発掘された、紀元前20世紀頃のものである。ネブカドネザル2世により収集された工芸品もまた収蔵されていた。また、エンニガルディ自身により発掘された工芸品もあると考えられている。これらの工芸品はエンニガルディの時代を数世紀遡るものであり、メソポタミアの南の地域から持ち込まれたものである。
エンニガルディは、自らが居住していた宮殿の隣の寺院にこれらの工芸品を収蔵し、この地方の歴史や、新バビロニアの伝統を説明するためにこれらを用いた。
これらの工芸品のための「博物館のキャプション」は、3つの異なる言語で工芸品の説明書きを彫り込んだ陶器の筒であり、歴史家の間では、最古のキャプションとして知られている。
このような工芸品には、例えば以下のようなものがある。
- カッシート時代の境界標であったクドゥル（石に、ヘビや、様々な神々の紋章が彫られたもの）
- シュルギ王の像の一部
- ラルサに建てられていた建物の一部であった陶器の円錐